# Zhou-Mack Mafuila
Washington David Tufuene Mafuila (Kinshasa, República Democràtica del Congo) és un músic congolès resident a França.
Nascut en una família de músics, Zhou-Mack Mafuila va estudiar literatura a la universitat. Mitjançant un ajut de l'Associació Mundial d'Esperanto va viatjar als Països Baixos. Allà va estudiar geopolítica, història i economia mundial. En tornar al seu país, Mafuila va ser un dels fundadors de l’Institut Zaire d'Esperanto. També va denunciar les pràctiques autoritàries del govern de Mobutu Sese Seko. Davant la manca de llibertat d'expressió, va decidir tornar a Europa. El 1989 va arribar a París i des de llavors viu a França.
Pel que fa a la seva carrera musical, va crear el seu primer grup de rumba congolesa als 13 anys. Als anys 80 al Congo va crear una banda de reggae amb el nom d'Esperanto Muziko i va tocar amb altres grups, com Saccharose o Rumba Raï. Als anys 90 a París va descobrir el jazz i va tocar amb Ravy Magnifique, Chico Freeman, Archie Shepp, Annie Delfau, Jean-Philippe Daryl i Orlando Paléo. Amb els dos primers va crear un nou estil musical, el funk afro-indi.
La seva principal obra en solitari és Originoj, produïda per Vinilkosmo el 2012.

## Discografia
- 1996 Vinilkosmo-Kompil 2 ("Pro viaj faroj", amb Ravy Magnifique i Chico Freeman)
- 2000 International Love (amb La Fève)
- 2012 Originoj